# Slättberg
Slättberg is een plaats in de gemeente Orsa in het landschap Dalarna en de provincie Dalarnas län in Zweden. De plaats heeft 159 inwoners (2005) en een oppervlakte van 61 hectare.